# Берёзовка 2-я (Волгоградская область)
Берёзовка 2-я — хутор в Новоаннинском районе Волгоградской области России, в составе Берёзовского сельского поселения. Малая родина Героя Советского Союза Александра Ивановича Филиппова. 
Население — 268 (2010)

## История
Предположительно основан во второй половине XIX века. Хутор входил в юрт станицы Аннинской Хопёрского округа Области Войска Донского. В 1873 году на хуторе Берёзовка проживали 171 мужчина и 197 женщин. Население хутора быстро увеличивалось. Согласно переписи населения 1897 года на хуторе проживали уже 279 мужчин и 281 женщина, из них грамотных: мужчин — 67, женщин — 4.
Согласно алфавитному списку населённых мест Области Войска Донского 1915 года земельный надел хутора составлял 3981 десятину, здесь проживало 487 мужчин и 498 женщин, имелись хуторское правление и приходское училище.
С 1928 года хутор Берёзовка 2-я в составе Новоаннинского района Хопёрского округа (упразднён в 1930 году) Нижне-Волжского края (с 1934 года — Сталинградского края). В 1935 году включён в состав Бударинского района Сталинградского края (с 1936 года Сталинградской области, с 1954 по 1957 год район входил в состав Балашовской области). В 1960 году в связи с упразднением Бударинского района хутор вновь включён в состав Новоаннинского района

## Общая физико-географическая характеристика
Хутор находится в степной местности, в пределах Хопёрско-Бузулукской равнины, являющейся южным окончанием Окско-Донской низменности, при балке Берёзовской (правый приток реки Бузулук). Центр хутора расположен на высоте около 90 метров над уровнем моря. Почвы — чернозёмы обыкновенные (почвообразующие породы — пески).
По автомобильным дорогам расстояние до областного центра города Волгоград составляет 260 км, до районного центра города Новоаннинский — 17 км.
Климат
Климат умеренный континентальный (согласно классификации климатов Кёппена — Dfb). Многолетняя норма осадков — 458 мм. В течение города количество выпадающих атмосферных осадков распределяется относительно равномерно: наибольшее количество осадков выпадает в июне — 51 мм, наименьшее в феврале — 25 мм. Среднегодовая температура положительная и составляет + 6,9 °С, средняя температура самого холодного месяца января −9,0 °С, самого жаркого месяца июля +21,8 °С.

## Население
Динамика численности населения по годам:
| 1873 | 1897 | 1915 | 1987 | 2002 |
| ---- | ---- | ---- | ---- | ---- |
| 358  | 560  | 985  | ≈390 | 268  |

| 2010 |
| ---- |
| 268  |

### Известные жители
- Филиппов, Александр Иванович (Герой Советского Союза) — уроженец хутора, 1924 года.